# Château d'Ursino
Le château d'Ursino (Castello Ursino en italien) est un château du XIIIe siècle situé à Catane, en Sicile, et autrefois réputé inexpugnable. Construit aux environs de l'an 1239, il appartenait au roi Frédéric II de Sicile. Il s'agit de l'un des rares édifices de Catane à avoir survécu au séisme de 1693. Le château est organisé selon un plan rectangulaire, avec de larges tours circulaires à chaque coin.
À l'époque où le château a été construit, il se situait sur une falaise dominant la mer. À la suite des éruptions volcaniques et des séismes, il se trouve désormais un kilomètre à l'intérieur des terres. Les anciennes fosses du château furent par ailleurs remplies de lave au début du XVIIe siècle, à la suite d'une éruption de l'Etna.
L'édifice abrite aujourd'hui le musée municipal de Catane, ainsi qu'une galerie d'art.

Plan du premier étage du château Ursino.